# Mimosa scabrella
Mimosa scabrella es una especie de arbusto en la familia de las fabáceas. Se encuentra en América.

## Distribución
Es originaria de Brasil donde se encuentra en  la Mata Atlántica, distribuidas por Minas Gerais, São Paulo, Río de Janeiro, Paraná, Santa Catarina y Rio Grande do Sul.

## Taxonomía
Mimosa scabrella fue descrita por George Bentham  y publicado en Journal of Botany, being a second series of the Botanical Miscellany 4(31): 387–388. 1841.
Variedades
- Mimosa scabrella var. aspericarpa (Hoehne) Burkart

Sinonimia
- Mimosa bracaatinga Hoehne
- Mimosa bracaatinga f. paucijuga Hoehne

var. aspericarpa (Hoehne) Burkart
- Mimosa bracaatinga var. aspericarpa Hoehne	[3]